# Megachile rupshuensis
Megachile rupshuensis är en biart som beskrevs av Cockerell 1911. Megachile rupshuensis ingår i släktet tapetserarbin, och familjen buksamlarbin. Inga underarter finns listade i Catalogue of Life.